# Rockin' the Boat
| Recensione | Giudizio |
| ---------- | -------- |
| AllMusic   |          |

Rockin' the Boat è un album a nome The Incredible Jimmy Smith, pubblicato dalla casa discografica Blue Note Records nell'ottobre del 1963.

## Tracce

### LP
Lato A
1. When My Dreamboat Comes Home – 7:25 (testo: Dave Franklin – musica: Cliff Friend)
2. Pork Chop – 7:32 (musica: Lou Donaldson)
3. Matilda, Matilda! – 2:55 (musica: Harry Thomas)

Lato B
1. Can Heat – 5:20 (musica: Jimmy Smith)
2. Please Send Me Someone to Love – 6:10 (Percy Mayfield)
3. Just a Closer Walk with Thee – 3:45 (musica: Tradizionale)
4. Trust in Me – 4:54 (testo: Ned Wever – musica: Milton Ager, Jean Schwartz)

## Musicisti
- Jimmy Smith – organo
- Lou Donaldson – sassofono alto
- Quentin Warren – chitarra
- Donald Bailey – batteria
- John Patton ("Big" John Patton) – tamburello (brani: Pork Chop, Matilda, Matilda! e Just a Closer Walk with Thee)

Note aggiuntive
- Alfred Lion – produttore
- Rudy Van Gelder – ingegnere delle registrazioni
- Registrazioni effettuate il 7 febbraio 1963 al Van Gelder Studio di Englewood Cliffs, New Jersey (Stati Uniti)[4]
- Reid Miles – design copertina album originale
- Francis Wolff – foto copertina album originale
- Leonard Feather – note retrocopertina album originale[5]

## Classifica
Album
| Anno | Classifica    | Posizione raggiunta |
| ---- | ------------- | ------------------- |
| Anno | Billboard 200 | 64                  |